# جاسون ريميسيرو
ديفيد ريميسيرو (جاسون) (بالإسبانية: Jason Remeseiro)‏ (6 يوليو 1994 بلا كورونيا في إسبانيا - ) هو لاعب كرة قدم إسباني في مركز جناح ‏. لعب مع نادي ألباسيتي ونادي ليفانتي و إنتقل في 1 يوليو 2019 إلى نادي فالنسيا.

## روابط خارجية
- جاسون ريميسيرو على موقع الاتحاد الأوربي (الإنجليزية)
- جاسون ريميسيرو على موقع قاعدة بيانات كرة القدم.إي يو (الإنجليزية)
- جاسون ريميسيرو على موقع Soccerway.com (الإنجليزية)
- جاسون ريميسيرو على موقع عالم كرة القدم.نت (الإنجليزية)
- جاسون ريميسيرو على موقع AS.com (الإسبانية)